# Бжежник (Долносилезко войводство)
Вижте пояснителната страница за други значения на Бжежник.
Бжежник (на полски: Brzeźnik; на немски: Birkenbrück) е село в Полша, Долносилезко войводство, Болеславешки окръг, община Болеславец. Според Полската статистическа служба към 31 март 2011 г. селото има 830 жители.

## Забележителности
В Регистъра за недвижимите паметници на Националния институт за наследството е вписана:
- Църква „Света Дева Мария от Непрекъсната Помощ“